# Tujamo

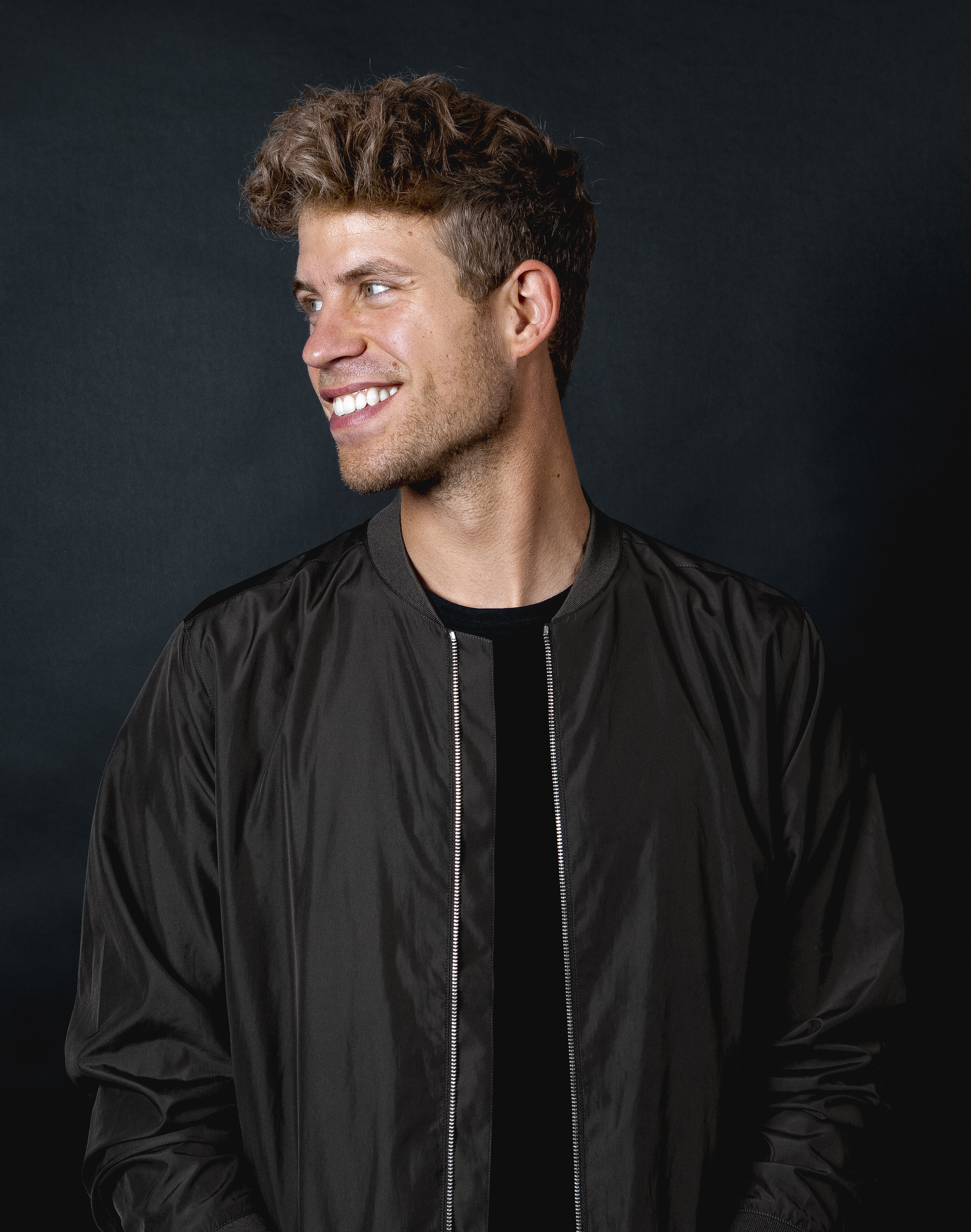
Tujamo (2018)

Tujamo (* 18. Januar 1988 in Detmold; eigentlich Matthias Richter) ist ein deutscher DJ und Musikproduzent. Seinen größten Erfolg feierte er mit dem Titel Delirious (Boneless), einer Zusammenarbeit mit Steve Aoki, Chris Lake und Kid Ink aus dem Jahr 2014. Die Single erreichte Gold- und Platinstatus in Kanada sowie Goldstatus in den USA und Australien. Auch der Titel Drop That Low (When I Dip) trug maßgeblich zu Tujamos Bekanntheitsgrad in der Szene bei. Neben eigenen Singles veröffentlichte Tujamo zudem zahlreiche Remixe für namhafte Künstler wie u. a. Tiesto, David Guetta und Justin Bieber und trat mitunter auf Festivals wie dem Airbeat One, New Horizons und Ushuaïa auf.

## Karriere
Matthias Richters Aktivität als DJ begann im Alter von 17 Jahren. 2007 gewann er einen DJ-Wettbewerb im Club Index in Schüttorf und wurde dort Resident-DJ. Der Künstlername Tujamo entstand 2008 in Zusammenarbeit mit einem Freund Richters, der musikalisch dann jedoch eine andere Richtung einschlug und das Projekt verließ. Daraufhin begann Richter, eigene Tracks zu produzieren. Seinen ersten größeren Erfolg erlangte er 2012 gemeinsam mit dem deutschen DJ-Duo Plastik Funk und dem Titel Who, der Platz zwei der deutschen Dance Charts erreichte. Im Jahr 2014 erschien eine Gesangs-Version des Tracks mit dem Titel Dr. Who in Zusammenarbeit mit dem Rapper Sneakbo. Der Track konnte eine Platzierung in den offiziellen britischen Single-Charts erreichen.
Im selben Jahr produzierte Richter gemeinsam mit Steve Aoki und Chris Lake den Titel Boneless. Wenige Monate später begann das Trio, an einer Vocal-Version des Liedes zu arbeiten. Als Songwriter engagierten sie Jenson Vaughan und als Sänger und Rapper Kid Ink. Der Remix schaffte unter anderem einen Einstieg in die Single-Charts der USA und Kanadas.
| 2015 | 95 |
| 2016 | 78 |
| 2017 | 46 |
| 2018 | 46 |
| 2019 | 43 |
| 2020 | 40 |
| 2021 | 36 |
| 2022 | 35 |

Einen weiteren Erfolg landete Tujamo in Zusammenarbeit mit dem DJ-Duo Dimitri Vegas & Like Mike sowie dem brasilianischen Produzenten-Duo Felguk. Das Lied Nova erschien im September 2014 über das Plattenlabel Smash the House. 2015 veröffentlichte er seine Solo-Single Booty Bounce, die sich zu einem großen Club-Hit entwickelte. Auch hier erschien eine Vocal-Version, die der Produzent gemeinsam mit dem Sänger Taio Cruz aufnahm, die dem Lied erste Chartplatzierungen einbrachte. Zudem veröffentlichte er auf seinem Soundcloud-Kanal den Titel Christmas Bounce, der Booty Bounce gleicht; jedoch wurde der Drop in der Melodie von Jingle Bells gestaltet. Im Oktober 2015 stieg Tujamo erstmals in die DJ Mag Top 100 ein. Dort erreichte er Platz 95. Bis 2019 rückte er auf Platz 43 vor.
Am 21. März 2016 erschien das Lied Drop That Low (When I Dip), ein Cover zu der 2012 erschienenen Single When I Dip von den Bingo Players. Dieses wurde in der EDM-Szene zu einem großen Erfolg und setzte sich für rund eine Woche an die Spitze der Beatport-Chart und zählte nach einem Jahr bereits über 30 Millionen Aufrufe auf Facebook. Mit der Veröffentlichung Keep Pushin’ folgte eine Single mit der Inaya Day. Der Track BOOM! wurde am 12. September 2016 veröffentlicht. Dieser basiert neben seinen typischen Klängen auf einem sich ständig wiederholenden Boom-Vocal-Loop. Diese rückte auf Beatport bis auf Platz drei vor und zählte nach wenigen Monaten mehrere Millionen Aufrufe. Make U Love Me erschien am 13. Februar 2017 als Crossover mit vielen Funk- und Future-House-Elementen.
2017 erschien die Single One On One zusammen mit der Sängerin Sorana. Der Titel wurde bei den World Dance Music Radio Awards in der Kategorie „Best Trending Track“ nominiert. Im Folgejahr veröffentlichte Tujamo ein Remake des Liedes Riverside des DJs und Produzenten Sidney Samson aus dem Jahr 2009. Des Weiteren erschien mit dem Track Body Language, das in Zusammenarbeit mit Miranda Glory und Haris entstand, eine weitere kommerzielle Single. Am 18. Juni 2017 veröffentlichte Tujamo gemeinsam mit dem Produzenten La Fuente den Track Funk You, der eine Mischung aus Future- und Electro-House verkörpert.
Seine Single Getting Money mit 808Charmer erschien im Jahr 2019 und stieg bis auf Platz 1 der Electro-House-Charts auf Beatport, wo sie sich über 3 Wochen hielt. Weitere Platz-eins-Platzierungen erzielte Tujamo im gleichen Jahr mit Get Up und Candy on the Dancefloor; letztere Veröffentlichung war zudem in der Kategorie Dance Single der Radio NRJ DJ Awards 2019 in Frankreich nominiert. Schließlich stieg Tujamo 2019 zum bestverkaufenden Künstler aller Zeiten im Electro-House-Genre auf Beatport auf.

## Diskografie

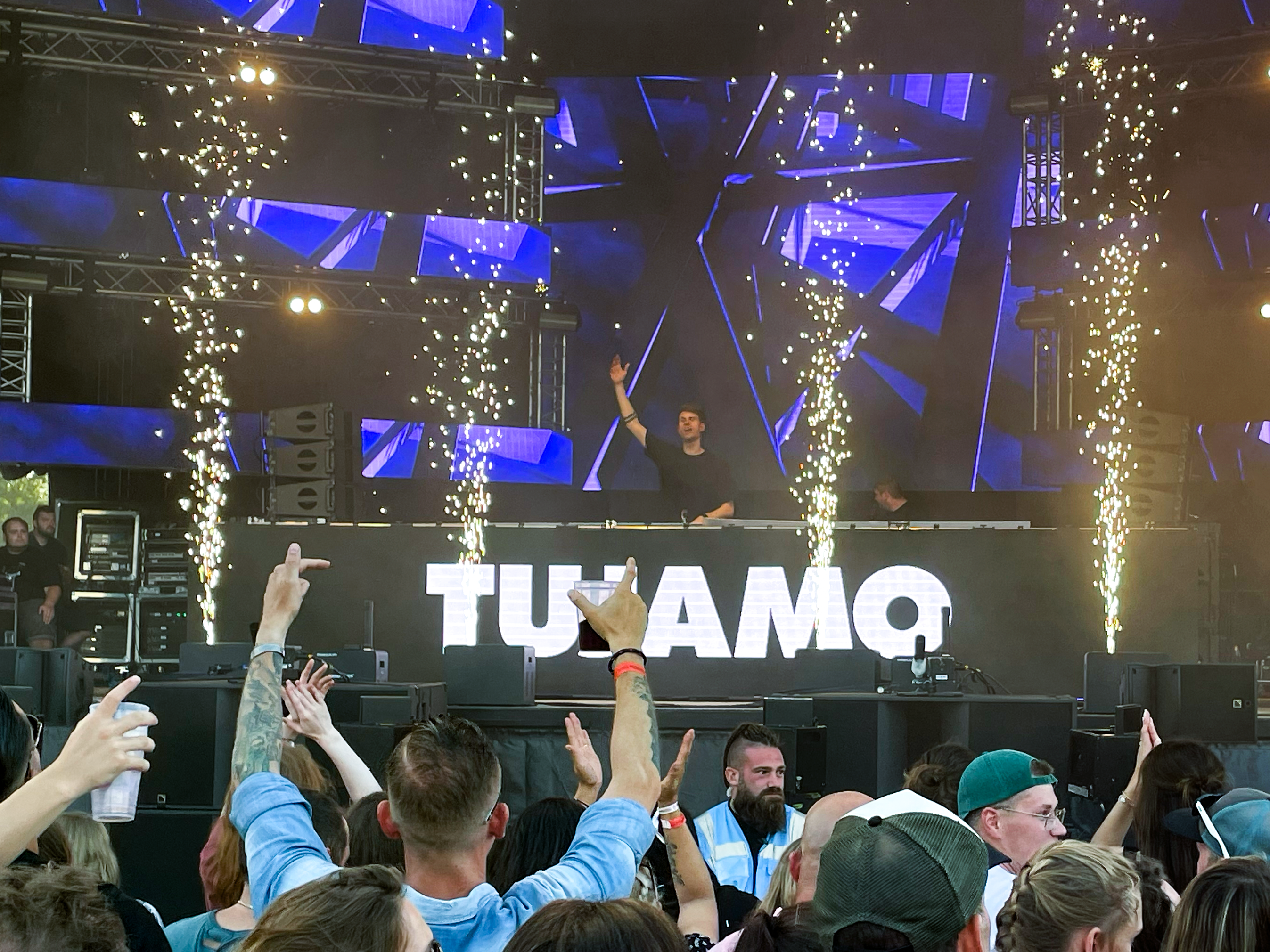
Tujamo beim Strandgut Festival (2023)

### Singles
| Jahr | Titel Album                                              | Höchstplatzierung, Gesamtwochen, AuszeichnungChartplatzierungen (Jahr, Titel, Album, Platzierungen, Wochen, Auszeichnungen, Anmerkungen) | Höchstplatzierung, Gesamtwochen, AuszeichnungChartplatzierungen (Jahr, Titel, Album, Platzierungen, Wochen, Auszeichnungen, Anmerkungen) | Höchstplatzierung, Gesamtwochen, AuszeichnungChartplatzierungen (Jahr, Titel, Album, Platzierungen, Wochen, Auszeichnungen, Anmerkungen) | Höchstplatzierung, Gesamtwochen, AuszeichnungChartplatzierungen (Jahr, Titel, Album, Platzierungen, Wochen, Auszeichnungen, Anmerkungen) | Anmerkungen                                                                           |
| Jahr | Titel Album                                              | DE | AT | UK | US | Anmerkungen                                                                           |
| ---- | -------------------------------------------------------- | --- | --- | --- | --- | ------------------------------------------------------------------------------------- |
| 2013 | Dr. Who –                                                | — | — | UK21 (4 Wo.)UK | — | Erstveröffentlichung: 2013 mit Plastik Funk feat. Sneakbo                             |
| 2013 | Boneless Neon Future I                                   | DE49 (6 Wo.)DE | AT42 (3 Wo.)AT | — | — | Erstveröffentlichung: 23. August 2013 mit Steve Aoki & Chris Lake                     |
| 2014 | Delirious (Boneless) Neon Future I (Japan Bonus Edition) | DE97 Gold · (2 Wo.)DE | — | — | US90 Gold · (3 Wo.)US | Erstveröffentlichung: 24. Juni 2014 mit Steve Aoki, Chris Lake & Tujamo feat. Kid Ink |
| 2015 | Booty Bounce –                                           | DE83 (2 Wo.)DE | — | — | — | Erstveröffentlichung: 7. Dezember 2015 mit Taio Cruz                                  |
| 2020 | Lonely –                                                 | DE34 Gold · (20 Wo.)DE | AT44 Gold · (12 Wo.)AT | — | — | Erstveröffentlichung: 29. Mai 2020 mit Vize & Majan                                   |

Weitere Singles
| - 2011: Mombasa - 2011: Switch It - 2011: Do It All Night - 2012: Who (mit Plastik Funk) - 2012: There It Is - 2014: Hey Mister! - 2014: Nova (vs. Dimitri Vegas & Like Mike & Felguk) - 2015: All Night (mit Jacob Plant) - 2015: Cream (mit Danny Ávila) - 2015: Christmas Bounce - 2015: S.A.X. (mit Laidback Luke) - 2016: Drop That Low (When I Dip) - 2016: Keep Pushin’ (mit Inaya Day) - 2016: BOOM! - 2016: Make U Love Me - 2017: One On One (mit Sorana) | - 2018: Riverside (Reloaded) (mit Sidney Samson) - 2018: Body Language (mit Miranda Glory & Haris) - 2018: Funk You (mit La Fuente) - 2019: Get Up - 2019: Candy on the Dancefloor - 2019: Getting Money (mit 808Charmer) - 2019: Hell Yeah - 2019: Drop It (mit Lukas Vane) - 2019: Shake It (mit NØ Signe) - 2020: One Million (mit Lotten) - 2020: Taking You Home (mit Kelvyn Colt) - 2021: I Don’t Wanna Go - 2021: Take Control - 2021: Underwater - 2021: Mi Amor (feat. Muntu) - 2022: Click |

### Remixes
- 2014: Jack Ü feat. Kiesza – Take Ü There (Tujamo Remix)
- 2014: Deadmau5 – The Reward Is Cheese (Tujamo Remix)
- 2015: Showtek feat. MC Ambush – 90s By Nature (Tujamo Remix)
- 2015: Pep & Rash – Rumors (Tujamo Remix)
- 2015: Martin Solveig feat. Sam White – +1 (Tujamo Remix)
- 2016: Dimitri Vegas & Like Mike feat. Ne-Yo – Higher Place (Tujamo Remix)
- 2016: Laidback Luke feat. Goodgrip – Rocking With The Best (Tujamo Remix)
- 2017: David Guetta feat. Justin Bieber – 2U (Tujamo Remix)
- 2017: David Guetta feat. Nicki Minaj & Lil Wayne – Light My Body Up (Tujamo Remix)
- 2019: Tiësto – Grapevine (Tujamo Remix)
- 2019: Nick Jonas vs. Robin Schulz – Right Now (Tujamo Remix)
- 2019: Hugel feat. Amber Van Day – WTF (Tujamo Remix)
- 2019: Tom Novy feat. Michael Marshall – Your Body (Tujamo & Lady Bee Remix)

## Auszeichnungen für Musikverkäufe
| Goldene Schallplatte - Polen - 2023: für die Single One Million Platin-Schallplatte - Dänemark - 2024: für die Single Drop That Low (When I Dip) - Kanada - 2015: für die Single Boneless - Polen - 2023: für die Single Lonely - 2024: für die Single Drop That Low (When I Dip) |

Anmerkung: Auszeichnungen in Ländern aus den Charttabellen bzw. Chartboxen sind in ebendiesen zu finden.
| Land/RegionAuszeichnungen für Musikverkäufe (Land/Region, Auszeichnungen, Verkäufe, Quellen) | Gold     | Platin     | Verkäufe | Quellen           |
| -------------------------------------------------------------------------------------------- | -------- | ---------- | -------- | ----------------- |
| Dänemark (IFPI)                                                                              | —        | Platin1    | 90.000   | ifpi.dk           |
| Deutschland (BVMI)                                                                           | 2× Gold2 | —          | 350.000  | musikindustrie.de |
| Kanada (MC)                                                                                  | —        | Platin1    | 80.000   | musiccanada.com   |
| Österreich (IFPI)                                                                            | Gold1    | —          | 15.000   | ifpi.at           |
| Polen (ZPAV)                                                                                 | Gold1    | 2× Platin2 | 125.000  | olis.pl           |
| Vereinigte Staaten (RIAA)                                                                    | Gold1    | —          | 500.000  | riaa.com          |
| Insgesamt                                                                                    | 5× Gold5 | 4× Platin4 |          |                   |